# Chlorki acylowe

Chlorek acetylu

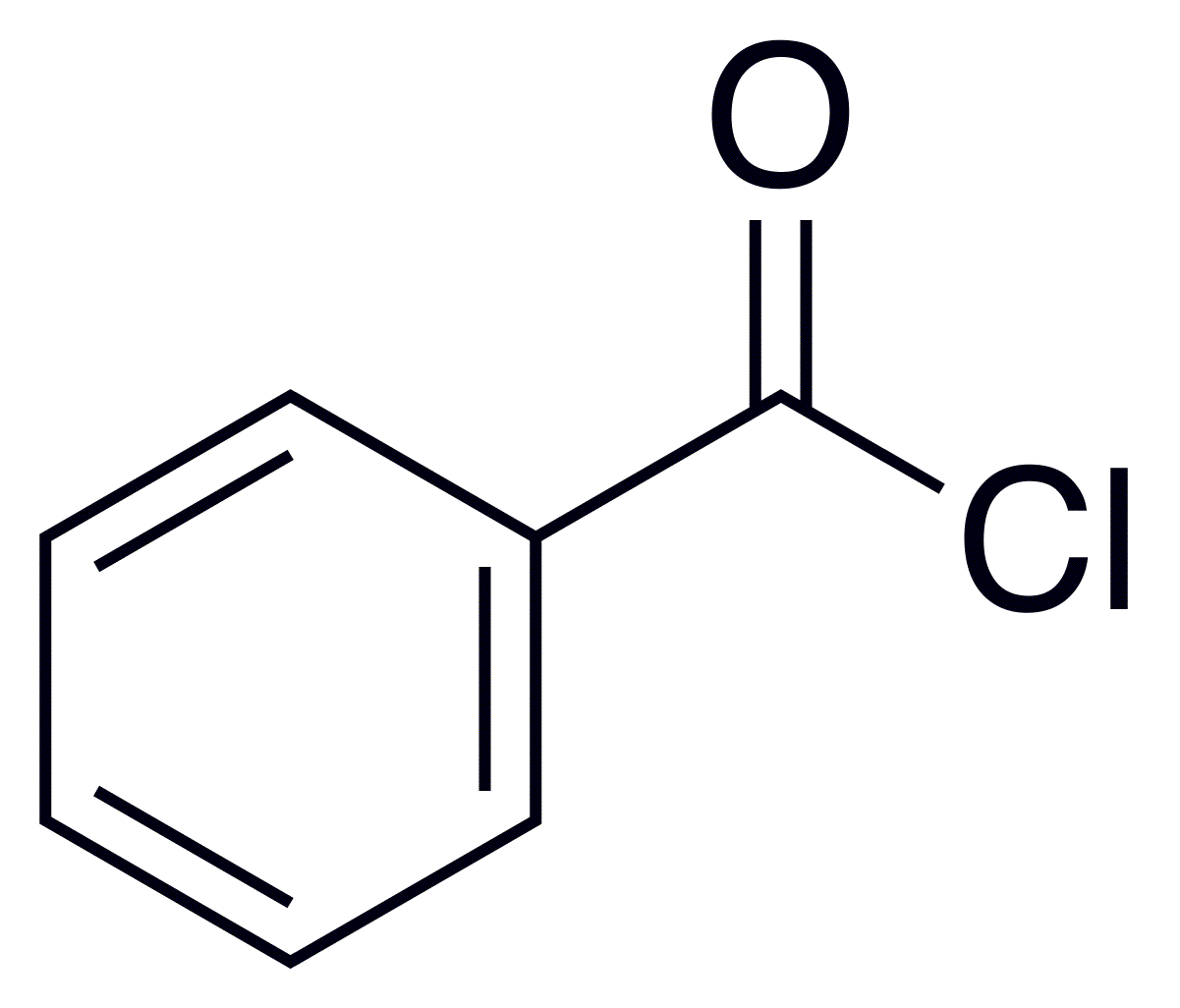
Chlorek benzoilu

Chlorki acylowe, R–CO–Cl – związki organiczne z grupy chlorków kwasowych, pochodne kwasów karboksylowych, w których grupa hydroksylowa w grupie karboksylowej została zastąpiona atomem chloru.
Przykładowe związki tego typu to chlorek acetylu CH
3COCl, chlorek benzoilu C
6H
5COCl i chlorek oksalilu (COCl)
2.
Otrzymywane są w wyniku substytucji nukleofilowej w grupie acylowej kwasu karboksylowego lub bezwodnika kwasu karboksylowego, przy użyciu związku z reaktywnymi atomami chloru, np. SOCl2 (chlorek tionylu), PCl3 (trichlorek fosforu), PCl5 (pentachlorek fosforu), POCl3 (tlenochlorek fosforu).
Chlorki acylowe stosowane są w syntezie organicznej do wprowadzania grupy acylowej, np. w reakcjach: estryfikacji, acylowania, acylowania metodą Friedla-Craftsa.
Najprostszy chlorek acylowy, chlorek formylu HCOCl (chlorek kwasu mrówkowego), jest niestabilny. Jest wykrywany jako produkt przejściowy w mieszaninach reakcyjnych oraz – w fazie gazowej – w atmosferze jako produkt pośredni degradacji halogenków alkilowych.